# Francisco de Paula Guzmán
Francisco de Paula Guzmán (Ciudad de México, 1844 - ibídem, 10 de enero de 1884) fue un lingüista, poeta y académico mexicano.

## Semblanza biográfica
Estudió literatura griega y literatura romana, tradujo obras de Virgilio y de Próspero Tirone.  Impartió clases de lengua latina en la Escuela Nacional Preparatoria. Su obra poética refleja un estilo místico y neoclásico, entre sus poemas destaca la "Oda al Sagrado Corazón de Jesús". 
Fue nombrado miembro de número de la Academia Mexicana de la Lengua, tomó posesión de la silla XIV el 8 de enero de 1877. Murió en su ciudad natal el 10 de enero de 1884.